# Broedvogel
Een broedvogel in een bepaald gebied is een vogelsoort die in het gebied broedt, in tegenstelling tot gastvogels (wintergasten, zomergasten en jaargasten) en trekvogels. 
Tot broedvogels worden ook vogels gerekend die hun eieren door andere vogels laten uitbroeden, zoals de koekoek. Deze laatste groep staat ook bekend onder de naam broedparasieten.